# オキシブチニン
オキシブチニン（Oxybutynin）は、ジトロパン（Ditropan）などの商品名で販売されている過活動膀胱の治療に用いられる医薬品である。トルテロジンと同様の効能がある。子供のおねしょの治療に使用されることがあるが、有用性を裏付ける証拠は乏しい。投与法は経口または経皮吸収である。
一般的な副作用には、口渇、めまい、便秘、睡眠障害、尿路感染症などがあげられる。重度の副作用には、尿閉や熱中症のリスクの増加などがあげられる。妊娠中の人への投与は安全とされているが十分な研究はされておらず、授乳中の人への投与の安全性は不明確である。
オキシブチニンは抗ムスカリンの１つであり、その作用機序は平滑筋へのアセチルコリンの働きを遮断することにより効果がある。
オキシブチニンは、1975年に米国で医薬品としての使用が承認された。後発医薬品として入手できる。2019年の英国の国民保健サービスに掛かる1か月分の費用は3ポンド未満である。米国での1か月分の卸売価格は約14米ドルである。 